# Creatures of the Night
Creatures of the Night is een nummer van de Nederlandse dj Hardwell en de Amerikaanse zanger Austin Mahone uit 2017. Het verscheen op Mahone's debuutalbum Dirty Work, en was de derde single van dat album.
Het nummer werd enkel in Nederland een bescheiden hitje met een 30e positie in de Nederlandse Top 40. In Vlaanderen haalde het slechts de Tipparade.